# Садко богатый
«Садко богатый» — советский кукольный мультфильм 1975 года, который создал на студии «Союзмультфильм» режиссёр Вадим Курчевский по мотивам былины о Садко.

## Сюжет
Во славном Новгороде жил Садко — удалой скоморох, и были у него чудесные гусли. Как заиграет — все заслушаются. Приглянулась гусляру Садко девушка Чернавушка, и ей люб был Садко. Богатые купцы новгородские звали Садко на пиры, чтобы послушать его игру на гуслях. Но когда напивались, начинали спорить и хвастаться. Обиделся Садко и ушёл на берег Ильмень-озера, там стал на гуслях играть. Через день выплыл к берегу Морской царь, восхитился он музыкой и стал уговаривать Садко отдать ему чудесные гусли, взамен сулил золото. Морской царь сказал: «Ты ударь Садко о велик заклад, заложи свою буйну голову, что закинешь невод в Ильмень-озеро и вытащишь рыбу-золотое перо. Вот тогда, Садко, посчитаешься за свои обиды». Так Садко и сделал, разбогател, стал купцом и забыл прежних друзей. Вновь побился о велик заклад, что скупит все товары новгородские, и скупил. Да только купцы обросли новыми товарами и снова зашумел новгородский торг. Не осилить одному человеку господина Великого Новгорода! И отправился Садко за моря на кораблях торговать товарами новгородскими. На обратном пути посреди моря корабли как остановил кто, и понял Садко, что это Морской царь его к себе требует, поклонился спутникам и в море спрыгнул. Морской царь обиду свою высказал: «Ты Садко — богатый гость поступил со мной не по совести, гусли дал хуже некуда». Садко ответил: «Сами гусли играть не приучены, руки надобны здесь умелые». Заиграл Садко на гуслях и Морской царь в пляс пустился, да так, что всё море взбаламутил. Наплясавшись Морской царь и говорит: «Развеселил ты меня, порадовал, оставайся у меня на дне морском, будешь моим любезным гусельщиком, женю тебя на морской царевне, выбирай невесту по сердцу». Пока морские девы мимо него проплывали, Садко вспомнил Чернавушку и сказал: «Моя любимая на берегу стоит и ждёт, кроме неё никого другого выбрать не могу». И отпустил его морской царь. А Садко на берег выплыл и снова гусляром стал, у друзей-скоморохов прощения просил, на Чернавушке милой женился.

## Создатели
- Режиссёр — Вадим Курчевский
- Автор сценария — Алексей Симуков
- Художник-постановщик — И. Клименко
- Операторы: Теодор Бунимович, Ян Топпер
- Композитор — Николай Каретников
- Звукооператор — Владимир Кутузов
- Мультипликаторы: Наталия Дабижа, Майя Бузинова, Иосиф Доукша
- Куклы и декорации изготовили: Владимир Алисов, Владимир Аббакумов, Павел Гусев, Валерий Петров, Виктор Гришин, Андрей Барт, Светлана Знаменская, Марина Чеснокова, Галина Филиппова под руководством Романа Гурова
- Монтажёр — Надежда Трещева
- Редактор — Раиса Фричинская
- Директор картины — Натан Битман
- Роли озвучивали: Лев Дуров, Анна Диденко
- Создатели приведены по титрам мультфильма.

## Отзыв критика
«Садко богатый» (1975). Обращение к новгородским былинам было для режиссёра не только обращением к героям и сюжетике Древней Руси, но и к возможностям «игры» с древнерусским бытом: зодчеством, костюмом и даже с фактурой знаменитого на весь мир древнерусского «экспорта»: холстины и меха. Здесь интересным было и использование форм народного сказа, когда рассказчик себе рассказывает, а действие себе идёт, изредка прислушиваясь к тому, что же про него говорит рассказчик. Режиссёр и сценарист предлагают нашему вниманию не только пару героев: Садко и Чернаву, но и пару «авторов»-скоморохов: рассказчика и подпевалу.

Как всегда, активный монтаж помогает режиссёру создать необычно «плотное» для зрительского глаза зрелище. Холщёвый мир «господина Великого Новгорода» щедр на выдумку и цветовые решения. Перед нами — как яркие и необычные товары на купеческих прилавках — чередой меняются одна за другой своеобразные «картинки с выставки». Тем не менее эта вереница внимательно развёртывает повествование о Садко. А то вдруг пространство перед холщовым задником сплющивается и на холсте возникает парусный корабль, гружённый храмами, домами да лавками — образ Новгорода, корабля-города.
— Прохоров А. Вадим Курчевский // Режиссеры и художники советского мультипликационного кино. М., 1984.